# 菊池良
菊池 良（きくち りょう、1987年9月12日 - ）は、日本のライター、編集者、クリエイティブプランナー。
学生時代に自己PRサイトで「世界一即戦力な男」としてユニークな就職活動を行なったことがインターネット上で話題となる。
神田桂一との共著『もし文豪たちがカップ焼きそばの作り方を書いたら』（略称「もしそば」）が、2019年10月時点においてシリーズ全体で17万部のベストセラーを記録し、それをきっかけに作家としての活動を展開している。

## 来歴

### 生い立ち
1987年に沖縄県で生まれ、5歳から12歳までは東京都練馬区に居住。
小学校高学年のときに両親が離婚し、父親と兄二人との生活に。中学生からはほとんど不登校だったが、本人によるとただ単に面倒くさくなっただけで、両親の離婚は関係ないという。

### ひきこもり活動
2003年、漫画『美味しんぼ』に影響を受け、私立高校の調理科に進学するも、自分が調理には向いていないことに気づき、同年9月に中退。通学時の満員電車が嫌だという理由もあった。将来への不安は特になく、いずれ大学に入ればすべて帳尻が合うだろうという考えで、12月には合格点ギリギリで大学入学資格検定を取得。
大検取得後、6年間にわたるひきこもり生活が始まる。16歳にして、大学受験が可能な年齢になるまでの猶予期間ができたような気持ちであったという。好きな時間に起き、ひたすらネットサーフィンと読書に明け暮れ、眠くなったら寝るという生活を実家で送っていたが、放任主義の父親からは特になにも言われず、家族とはいつも食卓を共にしていた。当時台頭したばかりのYouTubeでの動画視聴、ブログの執筆、他者のブログへのコメントなどで毎日が多忙であった。
ひきこもりといっても暗いものではなく、本人は「毎日とても楽しかった」と述べており、後の作家としての活動の下地となるインプットができた日々であったと評す。また、自己PRサイトの経歴ではこの時期を「ひきこもり活動に従事」と肯定的に称している。結局、大学受験が可能な18歳になっても大学には行かなかったが、ネット上の面白いコンテンツの恩恵を受けることで、やがて自らも「面白いことを考えたい」という思いを強く抱くようになった。

### 表現活動
2007年12月2日、作家の水野敬也と映像ディレクターの古屋雄作が主催した若手発掘企画「後輩オーディション」に参加。このオーディションは、ひきこもり生活のなかで愛読していた水野のブログ『ウケる日記』で知る。そして、過去にひきこもりミュージシャンのノリアキを輩出していたことから「面白い人にお近づきになりたい」という理由で受けるも、落選した。しかし、その後の飲み会で、水野から「まず、普通を知れ。そのために大学に行け。」という助言を受ける。これは、面白いものを作るためには、まず普通を知る必要があるという意味であった。
2008年1月19日、後輩オーディションで菊池を気に入った古屋雄作の意向により、R-1ぐらんぷりに芸人としてフリップネタで出場するも、1回戦で敗退。
2009年から「二代目水嶋ヒロ」を名乗り、文学フリマや詩歌朗読イベントなどで創作活動を行う。
2010年4月、上記の水野敬也の助言をきっかけに、22歳にして東洋大学文学部日本文学文化学科の夜間課程に入学し、あっさりとひきこもり生活を終える。昼間は専門誌の出版社でバイトをしつつ、また学業のかたわらフリーランスのライターとして執筆活動を開始。もともとブロガーであることから、ライターの仕事は自分に合っていると感じており、知り合いの紹介で編集プロダクションからの執筆依頼を受けていた。
2011年3月には、古屋雄作が監督する特撮テレビドラマの神話戦士ギガゼウスに出演。そのほか自主制作映画や公開イベントに出演するなど、本人が自称する「表現者」として活動していた。

### 就職活動
大学3年生になり、就職したいとは考えていたが、面倒くさがりな性格と社会的とはいえない経歴から「普通に就職活動をしても、周りには勝てない」と自覚していた。そこで「就職活動のための自己PRサイトを作る」という奇策を思いつき、友人に制作を依頼する。それが、2013年2月2日に公開された「世界一即戦力な男・菊池良から新卒採用担当のキミへ」である。ただの学生でありながら顔と本名を公開し、不遜にも即戦力を自称するというネタ要素の多いサイトで、本人もはじめはウケ狙いのつもりだったが、1000通以上のメッセージが届き、最終的に50社以上から面接を申し込まれるという予想外の結果に。なかには、誰もが知るグローバル企業からの問い合わせもあったという。
この「世界一即戦力な男」は、企業の求人に就活生が応募するのではなく、就活生が企業を募集するという逆転の発想で、自身の就職活動自体をコンテンツ化したことから、インターネット上で「逆就活」として話題となり、Facebookの「いいね！」が2万、ツイートは2000、YouTubeの再生数は100万回を超えた。
2014年3月、Web制作ベンチャーの株式会社LIGのメディア事業部にインターン生として入社（後に正社員に）。本人によれば、はじめは業種にこだわりはなく、就職さえ決まればどんな会社でも良かったが、代表取締役の岩上貴洋の「ネットのお笑いで飯が食えるようにしたい」という言葉に共感し、自己PRサイトで応募して面接に繋がった20社からLIGを選んだという。菊池はLIGについて、普通はNGになるような企画が通るくらい自由な社風で、自身との親和性が高かったとも述べている。同月、東洋大学を無事に卒業。
同年1月24日、就職までの軌跡をドラマ化した「世界一即戦力な男」がフジテレビ+で配信され、俳優の柄本時生が菊池を演じた。また、8月8日にはドラマ化までの半生が書籍化される。
2016年4月1日、ヤフー株式会社に転職し、オリジナルコンテンツを掲載する「ネタりか」の編集部に所属。新たな環境を求め「もっとカッチリした会社に行こう」という動機で大手企業であるヤフーに転職するも、予想に反してこちらも自由な社風であったという。
菊池いわく、風変わりな就職活動から一転して、Webメディアのライターおよび編集者としてのキャリアを積んだが、所属した会社の社風がいずれも自由であったこともあり、結果的に普通の会社員らしい経験はしていないとか。また、ネットでの執筆活動という点でも、実はひきこもり時代からやっていることはあまり変わっておらず、「ウケたいという感覚が一番にある」という行動原理が一貫していると回顧している。

### 作家活動
2017年6月7日、神田桂一との共著『もし文豪たちがカップ焼きそばの作り方を書いたら』（略称「もしそば」）を出版。この翌日には重版が決定し、半年後には続編も出版され、2019年10月時点において17万部（シリーズ累計）のベストセラーとなった。この著書では、本来であれば無味乾燥なカップ焼きそばの説明文を、太宰治をはじめとする100人以上の文豪や有名作家たちの個性ある文章をまねる「文体模写」によって書き連ねるというパロディ的な試みがとられている。菊池はこの著書への反響について、はじめは「絶対に怒られると思っていた」と語る。しかし、結果はその予想に反しただけでなく、この著書が菊池の作家としての本格的なデビュー作となった。
この「もしそば」出版のきっかけは、菊池のライター仲間である神田が、雑誌で村上春樹の文体模写をして好評を得ていたことにある。その後、同じく村上のファンである菊池のツイート「もしも村上春樹がカップ焼きそばの容器にある「作り方」を書いたら。」（2016年5月15日）がバズり、それを知った神田が菊池に共著を呼びかけたことによって実現した。
2018年7月、ヤフー株式会社を退職し、フリーランスとなる。ヤフーは待遇もよかったので辞めるつもりはなく、また島耕作のような会社組織での出世にも憧れていたが、副業での「芥川賞の受賞作品をすべて読む」という大掛かりな企画が決まってしまい、それに専念するために独立した。はじめこの企画はWebマガジンのZing!で連載していたが、書籍化が決定したことで169人分180冊の歴代受賞作品を締め切りまでに読破しなくてはならなくなった。それでは本業に支障が出るので断ろうと思っていたが、関係者に会社を辞めることを軽く提案され、菊池がそれに納得する形で退職に至る。
2019年5月25日、実際に『芥川賞ぜんぶ読む』が出版された。約1年間、ひたすら受賞作品を読み続けるだけでなく、作者のパーソナリティを調べることにも没頭し、締め切り直前には過労によるめまいに苛まれながらも、4時間睡眠で1日5作品を読破したという。この荒行ともいえる企画の動機もまた「無茶なことをしてみればウケるだろう」という菊池自身の思いつきであった。
2021年5月10日、ヤングキングで原作漫画の『めぞん文豪』（作画：河尻みつる）が連載開始。菊池の「文豪たちが共同生活していたらおもしろいだろうな」というアイデアが元になり、共同作業者の神田桂一がヤングキングの編集長に企画を持ち込んだことによって連載が実現した。主人公の太宰治が現代のシェアハウスで暮らすというあらすじで、主に菊池が史実ベース、神田がギャグ路線でストーリーを構築している。

## 人物

### 趣向・生活
好きな食べ物はチョコパイ、クッキー。酒は飲めない。
趣味は散歩で、予想外の出会いがありアイデアが浮かびやすくなるからだという。
フリーランスになってからは1日中、自宅でパソコンに向かうか読書をするかで、ほとんど外出しなくなり、パジャマ姿で過ごすこともあり、まるでひきこもりのような生活を送っている。いつかまた楽しかったひきこもり生活に戻りたいと思っていたが、いつの間にかそうなっていたと本人は語る。

### 家族・人間関係
ひきこもり時代を過ごしたのは八王子市の実家で、大学在学中は一家ごと足立区に居住したが、契約更新のタイミングで父親が実家の「解散」を宣言し、それぞれ一人暮らしをしたので、菊池は都内の下町で友人とルームシェアをするという形で、はじめて実家から独り立ちする。といっても、その後も父親との関係は良好であり、また菊池は定期的に母親とも会っている。
父親は放任主義であり、これまでに菊池になにかを注意したり忠告したことはなかった。父親はいつも菊池が自分で考えて自分で決めることを尊重していたため、高校を辞めたいと告げたときは「そうか。いつ？」というような反応だったという。そのおかげで、菊池はひきこもり時代にインターネットと読書に明け暮れることができ、その結果として就職して作家になれたので、父親にはとても感謝している。
これまで、なにかを決めたことに対して誰かから否定された記憶はなく、いつも自分の決断を肯定してくれる環境に身を置いていたと菊池は回顧している。高校中退を父親が反対しなかったことだけでなく、会社（ヤフー）を辞めるときにも上司が「まじで。いつ辞めるの？」と驚きはするも、菊池の決断を尊重してくれたという。
2018年1月1日に婚姻届を提出し、文系の女性と結婚。菊池にとって妻は、初めて付き合った女性であった。

### 価値観
企画性の強いコンテンツを執筆することが多いため、自身の肩書きについてはよく悩んでいる。ライターや編集者はしっくりこないし、作家という感覚もないという。LIG時代、会社ブログでは「メディアクリエイター」、自身の名刺では「コンテンツボーイ」を名乗っていた。独立はなりゆきであり、意気込んでライターを目指した訳ではなく、「ああ、やっぱりライターになってしまったか」と思ったとか。
自身の手がける作品は企画性が強いこと、ジャンルに統一性がないこと（「もしそば」では文体模写、『芥川賞ぜんぶ読む』がレビュー、雑誌連載では物語文）、そしていわゆる正統派を志向していないことの理由については、そのほうが面白いと思っているからであり、また様々なジャンルの楽曲を発信しているノリアキの影響も大きいという。
学生時代から「目標は高く、自分には甘く」というスタンスを掲げている。
面倒くさがりな性分にくわえて、1987年生まれのゆとり世代であることから、物事は「楽なほうを選ぶ」という判断基準がある。例として、自己PRサイトで就職活動をするという大それたことをした理由は、一般的な就職活動が面倒だったからであり、また『芥川賞ぜんぶ読む』の出版についても、書かない理由を並べて断るよりも、引き受けて会社を辞めるほうが楽だと思ったからそう決めたという。
就職活動や著書の企画内容から、奇抜な発想をもった人物であると評されることも多い反面、数百年後も残るような普遍的なコンテンツを作りたいという志向も強く、国内でヒットさせて海外にも広く認知されたいという願望を持っている。
中学時代には、熱心に図書館に通って大槻ケンヂ、高野秀行、宮田珠己の本をよく読んでいた。彼らに共通しているのは、苦境にあっても自分の体験を面白おかしく書いた作家であるということで、そのことから菊池は「何が起きてもそれを文章にすれば楽しくなるはずだ」という考えを持つようになった。実際に菊池は、就職活動で自己PRサイトに自分の体験を書いたことで人生が切り開かれ、転職や独立のきっかけになったので、いつも書くことで自分は救われてきたと語っている。
今の状況を受け入れて冷静でいるためのメソッドとして「いつか自伝を書く」と心に決めることを挙げている。どんな状況の変化があっても、それは自伝の新しい章のはじまりだと捉えて俯瞰することで、試練を乗り越えることができると考えており、実際に高校を中退したときは「ひきこもり編」、就職したときは「会社員編」、独立したときは「フリーランス編」に突入したと考えることで、人生の転機にあっても勇気を出すことができたという。

## 執筆作品

### 著書
- 『世界一即戦力な男――引きこもり・非モテ青年が音速で優良企業から内定をゲットした話』（フォレスト出版、2014年8月8日）
- 『もし文豪たちがカップ焼きそばの作り方を書いたら』（共著：神田桂一、宝島社、2017年6月7日）
- 『もし文豪たちがカップ焼きそばの作り方を書いたら 青のりMAX』（共著：神田桂一、宝島社、2017年12月7日）
- 『芥川賞ぜんぶ読む』（宝島社、2019年5月25日）
- 『タイム・スリップ芥川賞――「文学って、なんのため？」と思う人のための日本文学入門』（ダイヤモンド社、2022年1月）

### 連載
- 文豪探偵の事件簿 - （小学館『小学8年生』、2020年 4・5月号 - ）
- ニャタレー夫人の恋人 - （幻冬舎『小説幻冬』、2020年11月号 - ）

### 寄稿
- 『群像』 - （講談社、2017年11月号）
- 『小説新潮』 - （新潮社、2018年4月号）
- 『ダ・ヴィンチ』 - （KADOKAWA、2020年3月号、2020年5月号）
- 『&Premium』 - （マガジンハウス、2019年10月号）
  - 『Premium特別編集 あの人の読書案内。』 - （マガジンハウス、2021年4月26日）

### 映画劇中本
- 響 -HIBIKI-（監督：月川翔、2018年）

### 短編集
- 『二代目水嶋ヒロ短編集』 - （文学フリマ出展作品、共著：カネタヒデヒト、柴田ボイ、滝月リュウジ、2013年11月4日）

## 原作作品

### WEBドラマ
- 世界一即戦力な男（フジテレビ+、2014年1月24日 - 3月28日）

### 漫画
- めぞん文豪（『ヤングキング』、少年画報社、共同原作：神田桂一、作画：河尻みつる、2021年11号 - 2022年9号）
  - 『めぞん文豪 1』 - （少年画報社、2021年11月8日）
  - 『めぞん文豪 2』 - （少年画報社、2022年5月23日）

## 出演作品

### テレビドラマ
- 神話戦士ギガゼウス 第1話（関西テレビ、 監督・脚本：古屋雄作、2011年3月31日） - 菊池卓 役

### 映画
- 新しい戦争を始めよう（監督・脚本：竹内道宏、2012年）[50]
- パニッシャーきくち（監督：古屋雄作）